# Конгсвингер (футбольный клуб)
«Конгсвингер» (норв. Kongsvinger IL Toppfotball) — норвежский футбольный клуб из города Конгсвингер. Выступает в ОБОС-лиге. Кроме футбольной команды, клуб ещё имеет команды по хоккею на льду и гандболу и секции лёгкой атлетики, лыжного спорта, фигурного катания и гимнастики.

## Достижения
- Чемпионат Норвегии по футболу
  - Серебро: 1992
  - Бронза: 1986, 1987
- Кубок Норвегии по футболу
  - Финалист: 2016

## Известные игроки
- Стейнар Дагюр Адольфссон
- Стиг Инге Бьёрнебю
- Кристер Басма
- Эрик Хольтан
- Йон Инге Хэйланн
- Виар Рисетх

## Выступления в еврокубках
| Сезон     | Турнир          | Стадия         | Соперник      | Счет             |
| --------- | --------------- | -------------- | ------------- | ---------------- |
| 1993-1994 | Кубок УЕФА      | 1 раунд        | Эстер         | 3:1 (Г), 4:1 (Д) |
| 1993-1994 | Кубок УЕФА      | 2 раунд        | Ювентус       | 1:1 (Д), 0:2 (Г) |
| 1997      | Кубок Интертото | Групповой этап | Ломмель       | 1:1 (Д)          |
| 1997      | Кубок Интертото | Групповой этап | Хальмстад     | 1:2 (Г)          |
| 1997      | Кубок Интертото | Групповой этап | ТПС           | 0:2 (Д)          |
| 1997      | Кубок Интертото | Групповой этап | Хайдук (Кула) | 0:2 (Г)          |
| 1998      | Кубок Интертото | 1 раунд        | Эббу Вал      | 6:1 (Г), 3:0 (Д) |
| 1998      | Кубок Интертото | 2 раунд        | Твенте        | 0:2 (Г), 0:0 (Д) |